# Bílé otcovské prase
Bílé otcovské prase, též otcovská linie bílého ušlechtilého prasete, je plemeno prasete domácího vzniklé z bílého ušlechtilého selekcí na otcovskou pozici v užitkovém křížení prasat. Je to středně velké až velké, mohutné prase vyznačující se pevnou kostrou, vzpřímenýma ušima a mírně prohnutým profilem hlavy. Kůže a štětiny jsou bílé. Plemeno je vzhledově velmi podobné bílému ušlechtilému praseti, liší se od něj především výrazně vyjádřeným masným užitkovým typem, je výrazně osvalené s vynikající zmasilostí plece a kýty a také hřbetu, kde se vytváří nápadná hřbetní rýha.

## Užitkový cíl
Bílé otcovské prase je plemenem určeným k otcovské pozici v hybridizačních programech na produkci užitkových hybridních jatečných prasat. Požaduje se průměrný přírůstek ve výkrmu 1100 g za den při spotřebě krmiv do 2,4 kg na kilogram přírůstku a zmasilost 58 - 60 % libové svaloviny na jatečně upraveném trupu s obsahem 1,8 % nitrosvalového tuku.